# Русские префиксы греческого происхождения
Русские префиксы и префиксоиды греческого происхождения — приставки, префиксоиды и начальные части сложных слов, заимствованные русским языком из греческого.
Для греческого словообразования характерна многозначность префиксов. В списке перечислены основные значения каждого из них. Очень большое количество греческих числительных также продуктивно в русском языке (умножающие приставки). Греческие префиксы также используются в качестве приставок СИ.

## Этимологияпрефиксов
Префиксация в греческом языке — более поздний процесс словообразования, чем словосложение и суффиксация.
По происхождению приставки делятся на несколько основных групп:
- Наречия — став предлогами, образуют и глаголы, и имена.
- Неотделимые частицы — выступают в качестве префиксов только в именах.
- Предлоги — например, приставка ана- и предлог ана; анти- и анти и др.).
- Префиксоиды — слова, играющие роль приставки. В основном используются для усиления признака (примеры: panagathos «превосходный, отличный» от pan- + agathos, где пан- < pas- «весь, всякий»; polybenthes «очень глубокий», где поли- < poly «много»)[1].

В некоторых древнегреческих словах встречаются два и более префикса, например: antikathatasso «замещать, заменять», parakathatheto «вкладывать (деньги в банк), сдавать (на хранение)».

## Греческие префиксы в русском языке
Некоторые греческие префиксы продуктивны в русском языке. Чаще всего они участвуют в образовании имён (прилагательных и существительных).
Как правило, словообразование с помощью греческих приставок используется для образования терминов, относящихся к медицине, технике, филологии, химии и другим областям.
Греческие приставки в русском языке могут присоединяться как к русским, так и к заимствованным корням. Иногда из греческого заимствованного корня с греческим же префиксом образуется слово, не существующее в языке-источнике (например, слово антиграмматический, не существующее в греческом языке, состоит из греческого префикса anti- и греческого корня -gramm-).

## Список приставок
- а-

от др.-греч. ἀ- — в русском языке означает отрицание, отсутствие какого-либо признака. Русские префиксы-синонимы: «не-»; «без-». Заимствованные примеры: атом (неделимый), асимметрия (несимметричный); атеизм (безбожие). В русском языке данная приставка является продуктивной для прилагательных, но не для глаголов и существительных: аморальный (без морали), алогичный (нелогичный), аполитичный (дистанирующийся от политики). См. также а-.
- агро- от др.-греч. ἀγρός «поле»; Соответствует по значению слову «агрономический»; например, агроном, агротехнологии. Список статей, названия которых начинаются с «агро». См. также агро-.
- акро- от ?? «короткий»; например, акроним. Список статей, названия которых начинаются с «акро».
- аку- от др.-греч. ἀκούω «слышу»; например, акуметр, акустика. Список статей, названия которых начинаются с «аку». См. также аку-.
- алло- от др.-греч. ἄλλος «другой»; например, аллозавр, аллотропия, аллохтон. Список статей, названия которых начинаются с «алло». См. также алло-.
- амфи- от др.-греч. ἀμφι- «вокруг; с обеих сторон; двойственный» — непродуктивная в русском языке приставка со значением «со всех сторон» (амфитеатр, амфибрахий) либо «двойной» (амфибия). Список статей, названия которых начинаются с «амфи». См. также амфи-.
- ана- от др.-греч. ἀνα- (перед гласными ἀν-) — непродуктивная в русском языке приставка; означает движение вверх, повторность, разделение и обратное действие[5], например: анапест, анахронизм, анабиоз, анурия, анабасис. См. «ката-», «диа-». Список статей, названия которых начинаются с «ана». См. также ана-.
- ангио- от др.-греч. ἀγγεῖον сосуд; означает непосредственно кровеносные сосуды[6]. Слово «ангио» нередко входит в состав сложных слов[6]: ангиокат — катетер для внутривенных инъекций; ангиология — учение о сосудах (часть анатомии); ангиоитес — воспаление сосудов (жил); ангиопатия — страдание сосудов; ангиоплек — перевязка сосуда для предотвращения кровопотери; ангиорексия — разрезывание сосуда; ангиостеноз — сужение сосуда; ангиостоз — окостенение сосуда; ангиотомия — искусственное вскрытие и рассечение сосуда. См. также ангио-.
- анти- от др.-греч. ἀντι- (перед гласными ἀντ-, ἀνθ-) — означает «против» (антифашизм, антиалкогольный), противоположность (антиутопия, антигерой). В физике — «относящийся к антивеществу»: античастицы, антипротон, антигелий. В химии — противоположна «сим-». Синонимы: «противо-», «контр-». См. также: анти-. Список статей, названия которых начинаются с «анти».
- апо- от др.-греч. ἀπο- — непродуктивная в русском языке приставка, означающая отрицание, утрату, отсутствие либо происхождение из чего-либо, например: апомиксис, апогамия, апокалипсис (буквально: «снятие покрова, обнажение; откровение»), апоптоз. Русские префиксы-синонимы: «из-», «от-» и «без-». Список статей, названия которых начинаются с «апо». См. также апо-.
- архи- от др.-греч. ἀρχι-:

1. означает высшую степень чего-либо, сверх-, например: сложный → архисложный.
2. в церковной иерархии образует названия церковных должностей со значением старшинства в звании: архидиакон, архиерей, архиепископ, архимандрит; это значение может встречаться и в светских словах, например: архиатер, архигерцог, архитектура; архонт. См. также «архи», wikt:архи-. Список статей, названия которых начинаются с «архи».

- астро- от др.-греч. ἄστρον «звезда» — приставка, означающая «звёздный» или «звезда». Например, астрономия, астрология, астробиология. Список статей, названия которых начинаются с «астро». См. также астро-.
- ауто- от др.-греч. άυτος «сам, себя» — приставка, означающая «относящийся к самому себя». Например, аутоагрессия. Список статей, названия которых начинаются с «ауто». См. также авто-, ауто-.
- бати- от др.-греч. βάθος «глубина; бездна, пропасть»; например: батискаф, батисфера. Список статей, названия которых начинаются с «бати». См. также бати-.
- био- от др.-греч. βίος «жизнь» — приставка, обозначающая «относящийся к жизни» (напр., биогенез) или соответствующая по значению слову «биологический» (напр., биокатализ)[7]. Список статей, названия которых начинаются с «био».
- бласто- от др.-греч. βλαστός «росток, зародыш, побег» — приставка, обозначающая «относящийся к эмбриону». Например, бластоциста, бластома. Список статей, названия которых начинаются с «бласто».
- брахи- от др.-греч. βραχύς «короткий» — приставка, обозначающая «короткий», «краткий». Например, брахикефалия, брахиморфия. Список статей, названия которых начинаются с «брахи».
- брахио- от др.-греч. βραχίων «плечо» — приставка, обозначающая «плечо», «особенности строения верхних конечностей»; например: брахиозавр, брахиоподы. Список статей, названия которых начинаются с «брахио».
- гастро- от др.-греч. γαστήρ (род. падеж γαστρός) «желудок» — часть сложных слов, означающая «относящийся к желудку, пищеварению, питанию». Например: гастроскопия, гастроэнтерит. Список статей, названия которых начинаются с «гастро».
- гелио- от греч. ἥλιος «Солнце» — часть сложных слов, означающая «относящийся к Солнцу, солнечной энергии, солнечным лучам». Например: гелиосфера, гелиоцентрическая орбита, гелиостат. Список статей, названия которых начинаются с «гелио».
- гемато-, гемо- от греч. αἷμα (род. п. греч. αἵματος) «кровь» — часть сложных слов, означающая «относящийся к крови». Например: гемофилия, гематокрит. Список статей, названия которых начинаются с «гемато», Список статей, названия которых начинаются с «гемо».
- гео- от греч. γῆ «Земля» — часть сложных слов, означающая:

1. «относящийся к Земле, земным недрам, земной коре». Например: геология, геодезия геохронология, геометрия, география.
2. «относящийся к жизни на Земле». Например: геоботаника. Список статей, названия которых начинаются с «гео».

- гетеро- от греч. ἕτερος «иной, различный» — часть сложных слов, имеющая смысл в русском языке «ино-», «разно-», «различно-». Например: гетерогенность, гетерозис, гетерофония.
- гигро- от греч. ὑγρός «жидкий, влажный» — часть сложных слов, означающая «относящийся к влаге, влажности», например: гигрометр, гигроскопичность. Список статей, названия которых начинаются с «гигро».
- гидро- от др.-греч. ὕδωρ «вода» — часть сложных слов, означающая:

1. «относящийся к воде, водным пространствам». Например: гидрология.
2. «использующий воду, её энергию». Например: гидротурбина.
3. «относящийся к водороду». Например: гидрокрекинг. Список статей, названия которых начинаются с «гидро».

- гипер- от др.-греч. ὑπερ- «над, выше, сверх; по ту сторону» — приставка, указывающая на превышение нормы, например: гипертония, гипертрофия. Имеет также значение «находящийся сверху»[8], например: гипервизор. Противоположна по значению гипо-[9]. Список статей, названия которых начинаются с «гипер».
- гипо- от др.-греч. ὑπο- «под, внизу» — образует существительные и прилагательные со значением недостижения предела, нормы, например: гиповитаминоз, гипосекреция, гипотеза[10][11]. Имеет также значение «находящийся внизу»[12]. Противоположна по значению гипер-. Список статей, названия которых начинаются с «гипо».
- гисто- от греч. ἱστός «ткань» — часть сложных слов, означающая «относящийся к ткани, тканям животного организма», например: гистология[13], гистоплазмоз. Список статей, названия которых начинаются с «гисто».
- гомео- от др.-греч. ὅμοιος «подобный» — часть сложных слов, означающая «сходный, подобный, одинаковый», например: гомеопатия[14], гомеостаз. Список статей, названия которых начинаются с «гомео».
- гомо- от др.-греч. ὁμός «равный, одинаковый; общий; взаимный» — часть сложных слов, означающая «сходный, единый, принадлежащий к одному и тому же», например: гомосексуальный, гомогенный (= «однородный»)[15]. Список статей, названия которых начинаются с «гомо».
- графо- от др.-греч. γράφω «пишу» — часть сложных слов, означающая «письмо, черчение, рисование, почерк, написание». Например: графика, графология, график, графомания. Список статей, названия которых начинаются с «графо».
- дактило- от др.-греч.  δάϰτυλος «палец» — часть сложных слов, означающая «связанный с пальцами». Например: дактилоскопия. Список статей, названия которых начинаются с «дактило».
- дендро- от др.-греч. δένδρον «дерево» — часть сложных слов, означающая «относящийся к дереву», например: дендрология[16]. Список статей, названия которых начинаются с «дендро».
- дерма-, дермато- от греч. δέρμα «кожа» — часть сложных слов, означающая «относящийся к шкуре, коже, кожным болезням», например: дерматин, дерматит, дерматоз. Список статей, названия которых начинаются с «дерма».
- ди-

от др.-греч. δι- «два» — часть сложных слов, означающая парность, например: димеры, диметилртуть, дифтонг и т. д. Список статей, названия которых начинаются с «ди».
- диа- от др.-греч. διά «через; раздельно» — в основном употребляется в значении сквозного движения и проникновения, например: диагональ (буквально: «ведущая через»), диалог, диахрония. Список статей, названия которых начинаются с «диа».
- дис-, диз- от др.-греч. δυσ-, лат. dis — означает разделение, отделение, отрицание, расстройство, утрату чего-либо[17]; придаёт отрицательный или противоположный смысл слову, к которому присоединяется, например: дисгармония, дисквалификация[18]; перед гласными пишется диз-, например: дизартрия, дизентерия, дизурия. Список статей, названия которых начинаются с «диз», Список статей, названия которых начинаются с «дис».
- зоо- от др.-греч. ζῷον «животное, живое существо» — часть сложных слов, указывающая на отношение к животному миру, например, зоогеография[19]. Список статей, названия которых начинаются с «зоо».
- изо- от др.-греч. ἴσος «равный, одинаковый, подобный» — часть сложных слов, обозначающая равенство, подобие по форме и назначению[20], например: изопсефия, изоглосса, изогона, изоклина. Список статей, названия которых начинаются с «изо».
- како- от др.-греч. κακός «плохой, дурной». Например: какодемон, какодил, какотопия, какофония и т. д. Список статей, названия которых начинаются с «како».
- кардио- от др.-греч. ϰαρδία — «сердце». Например: кардиолог, кардиомиоцит, кардиоспазм. Список статей, названия которых начинаются с «кардио».
- ката- от др.-греч. κατα-, перед гласным κατ- или καθ-, приставка, обозначающая спуск, движение сверху вниз или нахождение внизу; распределение действия вдоль чего-либо; относительность (сообразно, согласно, сходно); действие против кого-либо, противодействие; усиление, завершённость. Например: кафедра др.-греч. καθέδρα «сиденье» ← καθίζω «сажаю»; катаклизм изначально «наводнение» (ср. клизма). В геологии указывает на то, что они относятся к самой глубинной зоне метаморфизма — катазоне[21]. Список статей, названия которых начинаются с «ката», Список статей, названия которых начинаются с «каф».
- крио- от др.-греч. ϰρύος — ледяной холод, мороз. Указание на связь со льдом, с низкими температурами. Например: крионика, криобиология. Список статей, названия которых начинаются с «крио».
- ксило- от др.-греч. ξύλον — дерево, древесина. Указание на связь с древесиной. Например: ксилофон, ксилография. Список статей, названия которых начинаются с «ксило».
- ларинго- от греч. λάρυγξ, род. п. греч. λάρυγγος — гортань. Указание на связь с гортанью. Например: ларингофон, ларингоскоп. Список статей, названия которых начинаются с «ларинго».
- лиз-, лизо- от греч.  λύσις — растворение. Указание на растворение, разложение, разделение целого на составляющие. Например: лизосома, лизоцим. В том же значении может также использоваться и в конце слов (например, диализ, электролиз, гидролиз). Список статей, названия которых начинаются с «лиз», Список статей, названия которых начинаются с «лизо».
- лито- от др.-греч. λίθος «камень» — означает связь с камнем, например литография, литология, литосфера. Список статей, названия которых начинаются с «лито».
- макро- от греч. μαϰρός — «большой». Означает:

1. «Относящийся к объектам больших размеров, большой». Например, макромолекула.
2. «Связанный с исследованием больших величин или объектов». Например, макроэкономика. Список статей, названия которых начинаются с «макро».

- месо- от др.-греч. μέσο «середина»; от др.-греч. μέσος «средний» — означает середину, промежуточное состояние, например: мезоамерика, мезозой, мезотерапия, мезолит. Устаревшее произношение [месо], например Месопотамия. Список статей, названия которых начинаются с «мезо», Список статей, названия которых начинаются с «мезо».
- мело- от греч. μέλος «мелодия», «песнь» — указывает на отношение к музыке, пению. Например: мелодрама, мелодия, мелоимажинисты. Список статей, названия которых начинаются с «мело».
- мета-

от др.-греч. μετά- «после, за, через, между» — промежуточность, следование за чем-либо, переход, перемену состояния; например: метагалактика, метафизика, метацентр. В эпистемологии приставка означает «о себе», например: метаданные — данные о данных (кто выдаёт их, когда, в каком формате и т. п.); метапамять в психологии — интуиция личности о деталях воспоминаний при концентрации на самом вспоминании. Любая дисциплина имеет метатеорию, которая является обоснованием собственных основ и методов. В химии при добавлении к названиям различных неорганических кислот означает наименьшее количество гидроксогрупп (например, метафосфорная), органических веществ — для обозначения соседнего расположения заместителей в бензольном кольце (например, мета-ксилол), наряду с приставками орто- и пара-. См. также орто-, мета-, пара- (химия). Список статей, названия которых начинаются с «мет», см. wikt:мета-.
- мио- от греч. μῦς, род. п. греч.  μυός «мышца» — указание на связь с мышцами. Например: миограмма, миокард, миозин. Список статей, названия которых начинаются с «мио».
- невр-, невро-, нейро- от греч. νεῦρον «нерв» — указание на связь с нервами. Например: неврология, нейрон, нейроглия. Список статей, названия которых начинаются с «невр», Список статей, названия которых начинаются с «невро», Список статей, названия которых начинаются с «нейро».
- нео- от греч. νέος «новый» — часть сложных слов со значением:

1. «Новый». Например: необарокко, неонацизм, неолит.
2. «Юный». Например, неотения. Список статей, названия которых начинаются с «нео».

- олиго-, олиг- от греч. ὀλίγος «немногочисленный, немногий, незначительный» — часть сложный слов, которая указывает на недостаток, малое количество или слабую выраженность чего-либо. Например, олигомер, олигополия, олигофрения, олигархия. Список статей, названия которых начинаются с «олиго».
- оо- от др.-греч. ᾠόν «яйцо» — часть сложных слов, указывающая на связь с яйцом, яйцеклеткой. Например: оогенез, оофагия, ооцит. Список статей, названия которых начинаются с «оо».
- орто-, орфо- от др.-греч. ορθός «прямой» — прямость, правильность; например: ортогональность, орфография, ортодоксия, орфоэпия. В химии при добавлении к названиям различных неорганических кислот означает наибольшее количество гидроксогрупп (например, ортофосфорная), органических веществ — для обозначения соседнего расположения заместителей в бензольном кольце (например, орто-ксилол), а также для обозначения спиновых форм (например, ортоводород). См. также орто-, мета-, пара- (химия). Список статей, названия которых начинаются с «орто», см. wikt:орто-, Список статей, названия которых начинаются с «орфо», см. wikt:орфо-.
- остео- от греч. οστέον «кость» — часть сложных слов, указывающая на связь с костной тканью, костями. Например, остеопороз, остеосинтез. Список статей, названия которых начинаются с «остео».
- ото- от греч. οὖς, род. падеж греч. ὠτός «ухо» — часть сложных слов, указывающая на связь с ухом. Например, отоларингология, отоскопия. Список статей, названия которых начинаются с «ото».
- офтальмо- от греч. ὀφϑαλμός «глаз» — часть сложных слов, указывающая на связь с глазом. Например, офтальмология, офтальмозавр. Список статей, названия которых начинаются с «офтальмо».
- палео- от греч. παλαιός «старый; древний» — часть сложных слов, указывающая на отношение к древности. Например, палеонтология, палеокортекс. Список статей, названия которых начинаются с «палео».
- пан- от πᾶν «всё» — часть сложных слов, указывающая на общность, охват. Например, панагия (эпитет), панахранта, панорама, Пангея, Панакея; паназиатизм, -американизм, -арабизм, -славянизм, -тюркизм. Список статей, названия которых начинаются с «пан-».
- пара-

от др.-греч. παρά «возле, около; мимо; вне» — нахождение рядом либо отклонение, нарушение чего-либо; например: параболоид, парагога, паразитизм, параметрит. В химии — уточняет структуру органических веществ, обозначая противоположное расположение заместителей в бензольном кольце (например, пара-ксилол), а также для обозначения спиновых форм (например, параводород) наряду с приставками орто- и мета-; см. также: Орто-, мета-, пара- (химия). Список статей, названия которых начинаются с «пара», см. wikt:пара-.
- пери-

от др.-греч. περί «вокруг; около, возле» — часть сложных слов, означающая «вокруг; около», например: перигей, перигелий, период, периостит.
 Список статей, названия которых начинаются с «пери».
- поли-

от др.-греч. πολύς «многое» — часть сложных слов, означающая большое количество, множественность, всесторонний охват или разнообразный состав чего-либо, например: Полигимния, полиглотта, полигон, полином, поликлиника, политехнический.
 Список статей, названия которых начинаются с «поли».
- про- от др.-греч. πρό — движение вперёд, предпочтение, а также последующее по времени; например: прогноз, профаза. Существует заимствованный из греческого латинский префикс pro-. См. также: про-. Список статей, названия которых начинаются с «про».
- прото- от др.-греч. πρῶτος «первый» — часть сложных слов, которая указывает на первичность, первооснову, например: протоген, протозвезда, — либо на высшую степень (как правило, в церковных званиях), например: протодьякон, протоиерей. Список статей, названия которых начинаются с «прото».
- псевдо- от греч. ψεῦδος — «ложь». Часть сложных слов, которая указывает на ложность, мнимость (например, псевдонаука, псевдоним). Список статей, названия которых начинаются с «псевдо».
- психо- от греч. ψυχή — «душа». Часть сложных слов, которая указывает на связь с психикой (например, психология, психоз). Список статей, названия которых начинаются с «психо».
- сейсмо- от греч. σεισμός — «колебание». Часть сложных слов, которая указывает на связь с землетрясениями, колебаниями в земной коре (например, сейсмология, сейсморазведка). Список статей, названия которых начинаются с «сейсмо».
- син- (си-, сиг-, сил-, сим-, син-, сис-) от др.-греч. συν — вместе. В зависимости от следующей буквы — также может быть си-, сиг-, сил-, сим-, син-, сис-. Приставка может означать совместность действия, соучастие, собирательность, одновременность, а также завершённость, полноту действия. В новогреческом языке приставка получила дополнительные значения: соглашение, единство, содействие, помощь, соединение. В русском языке префикс продуктивен (с заимствованными корнями). В химии часто противоположна по значению приставке анти-: например, в изомерах бензальдоксима син указывает на сближенность расположения атома Н и группы ОН, анти- — на удалённость[22][23]. Примеры слов: силлогизм, симметрия, симбиоз, симпатия, симфония; синоним, синопсис, синтез, синхрония, синергия; система. Список статей, названия которых начинаются с «сим», Список статей, названия которых начинаются с «син», Список статей, названия которых начинаются с «сис».
- склеро- от др.-греч. σκληρός «жёсткий, твёрдый» — часть сложных слов, которая указывает на связь с затвердением или уплотнением (например, склероз, склеродермия). Список статей, названия которых начинаются с «склеро».
- стерео- от др.-греч. στερεός «объёмный, твёрдый» — часть сложных слов, которая указывает либо на объёмность, трёхмерность, расположение объекта в пространстве (например, стереоизображение, стереохимия, стереометрия), либо на твёрдость и постоянство (например, стереотип, стереобат). Список статей, названия которых начинаются с «стерео».
- сферо- от др.-греч. σφαῖρα «мяч, шар» — часть сложных слов, которая указывает на связь с шаром или сферой (например, сфероид, сферолит). Список статей, названия которых начинаются с «сферо».
- теле- от др.-греч. τῆλε «далеко» — часть сложных слов, которая указывает на действие на расстоянии (например, телефония, телевидение). Список статей, названия которых начинаются с «теле».
- телео- от греч. τέλος — «заключительный», «результат». Часть сложных слов, означающих совершенство, полноту, движение к предустановленной цели (например, телеология, телеономия). В значении «конец, окончание» имеет форму тело- (например, теломера, телосома, телофаза). Список статей, названия которых начинаются с «телео».
- термо- от др.-греч. ϑέρμη «тепло» — часть сложных слов, которая указывает связь с теплотой либо на связь с её изучением, измерением или использованием (например, термодинамика, термометр, термостойкость, термос). Список статей, названия которых начинаются с «термо».
- уро-, уре-, ури- от др.-греч. οὖρον «моча» — часть сложных слов, которая указывает связь с мочой, мочевиной, органами мочеполовой системы (например, урология, уринотерапия, уретрит). Список статей, названия которых начинаются с «уро», Список статей, названия которых начинаются с «уре», Список статей, названия которых начинаются с «ури».
- фил-, фило- от др.-греч. φιλέω «любить» — часть сложных слов, которая указывает на любовь к чему-либо (например, философия, филология, филантропизм). Список статей, названия которых начинаются с «фил», Список статей, названия которых начинаются с «фило».
- фито- от др.-греч. φυτόν «растение» — часть сложных слов, которая указывает на отношение к растениям или к ботанике (например, фитонциды, фитохром, фитогормоны). Список статей, названия которых начинаются с «фито».
- фото- от др.-греч. φῶς, род. п. φωτός — «свет». Часть сложных слов, которая указывает на отношение к свету или фотографии (например, фотолиз, фототехника). Список статей, названия которых начинаются с «фото».
- хемо- от др.-греч. χυμος — «сок», «эссенция», «влага», «вкус», др.-греч. χυμα — «сплав (металлов)», «литьё», «поток», др.-греч. χυμευσις — «смешивание»; другие возможные варианты: араб. کيمياء‎, произошедшего, предположительно, от египетского слова «Кемет» (транслит. егип. Kmt) (чёрный), откуда возникло также название Египта, чернозёма и свинца — «Та-Кемет» — «чёрная земля» (егип. tA-kmt)[24][25][26]. Часть сложных слов, которая указывает на отношение к химии, химическим реакциям (например, хемосинтез, хеморецептор). Список статей, названия которых начинаются с «хемо».
- хромо- от др.-греч. χρῶμα — «цвет», «краска». Часть сложных слов, которая указывает на отношение к цвету или к хрому (например, хроматография, хромирование). Список статей, названия которых начинаются с «хромо».
- хроно- от др.-греч. χρόνος — «время». Часть сложных слов, которая указывает на отношение ко времени (например, хронограф, хронобиология, хронология). Список статей, названия которых начинаются с «хроно».
- цикло- от др.-греч. κύκλος — «круг», «цикл». Часть сложных слов, которая указывает на связь с кругом, кольцом или циклом (например, циклоп, циклон, циклотрон, мотоцикл). Список статей, названия которых начинаются с «цикло».
- цито- от др.-греч. κύτος — «вместилище», «корпус», «клетка». Часть сложных слов, которая указывает на связь с растительными или животными клетками (например, цитология, цитоскелет, цитозоль). Список статей, названия которых начинаются с «цито».
- эври- от др.-греч. εὐρύς — «широкий». Часть сложных слов, которая означает «широкий, обширный, разнообразный» (например, эврибионты, эвритома). Список статей, названия которых начинаются с «эври».
- экзо- от др.-греч. ἔξω — «снаружи, вне». Часть сложных слов, которая означает «наружный, внешний» (например, экзопланета, экзоскелет). Список статей, названия которых начинаются с «экзо».
- экто- от др.-греч. ἐϰτός — «снаружи, вне». Часть сложных слов, которая означает «наружный, внешний» (например, эктоплазма). Список статей, названия которых начинаются с «экто».
- эн- (эг-, эл-, эм-, эр-) от др.-греч. ἐν (в зависимости от следующей буквы может быть эг-, эл-, эм- или эр-) означает «в, внутри, внутрь». Например, энгармонизм, энкодер. Список статей, названия которых начинаются с «эн», Список статей, названия которых начинаются с «эм».
- эндо- от др.-греч. ἔνδον — «внутри». Часть сложных слов, которая означает «внутренний» (например, эндокран, эндоскоп). Список статей, названия которых начинаются с «эндо».
- экс- (эк-) от др.-греч. ἐκ-, перед гласной ἐξ- — «из-». Имеет общее индоевропейское происхождение с латинской приставкой ex- (а также и с русской приставкой из-). Например, экссудат. Отставной, бывший, утративший прежнее положение. Например, экс-президент, экс-чемпион. Пишется через дефис[27]. См. также экс-, Список статей, названия которых начинаются с «экс».
- эпи- от др.-греч. ἐπι- «на-, над-, сверх-; при; после» — расположение поверх чего-либо, возле чего-либо, после чего-либо, следующего за чем-либо, например: эпидемия, эпиграмма, эпидермис. В сфере научно-технической терминологии приставка продуктивна, присоединяется к заимствованным корням. Список статей, названия которых начинаются с «эпи»
- эу- от др.-греч. εὖ- «хорошо» арх. прочтение [эв-], [ев-] — хороший, благой, добротный; настоящий, подлинный, истинный; например: Евангелие, Евгений, Эвандр, эукариоты. Список статей, названия которых начинаются с «эу».